# R Leonis
R Leonis è una stella variabile di tipo Mira situata nella costellazione del Leone, a 240 anni luce dalla Terra. La sua magnitudine apparente varia tra 4,31 e 11,65 in un periodo di 312 giorni. Al massimo può essere osservata ad occhio nudo, mentre al minimo è visibile solo con un telescopio di almeno 7 cm di diametro.

## Caratteristiche
R Leonis è di classe spettrale M8 IIIe ed è come tutte le variabili di tipo Mira una gigante rossa dalla struttura non ben definita, che sta perdendo massa a un ritmo piuttosto forte. Si pensa che al momento della sua formazione, la stella avesse 1,5 masse solari, mentre ora si stima che ne abbia solo 0,7. La temperatura effettiva della stella è stimata tra 2930 e 3080 kelvin e si estende tra i 300 e 350 raggi solari (grande come 1,36-1,5 UA). Osservazioni con il telescopio Hubble provano che sia una pulsante in modo radiale, dove l'intera stella si espande e si contrae con simmetria sferica. La pulsazione si traduce in cambiamenti sia di raggio sia di temperatura, che a loro volta causano il cambiamento di luminosità della stessa. Il periodo di pulsazione è funzione della massa e del raggio della stella.
Trovandosi nella sua ultima fase di vita, il materiale espulso dalla stella nell'enorme nube circostante contiene molti composti tra cui ossido di silicio (SiO), idrossile (OH) e vapore acqueo che creano un particolare evento naturale chiamato maser, non osservabile in tutte le variabili di tipo Mira. Esso è simile ad un laser, ma opera nella regione delle microonde dello spettro elettromagnetico.

## Sistema planetario

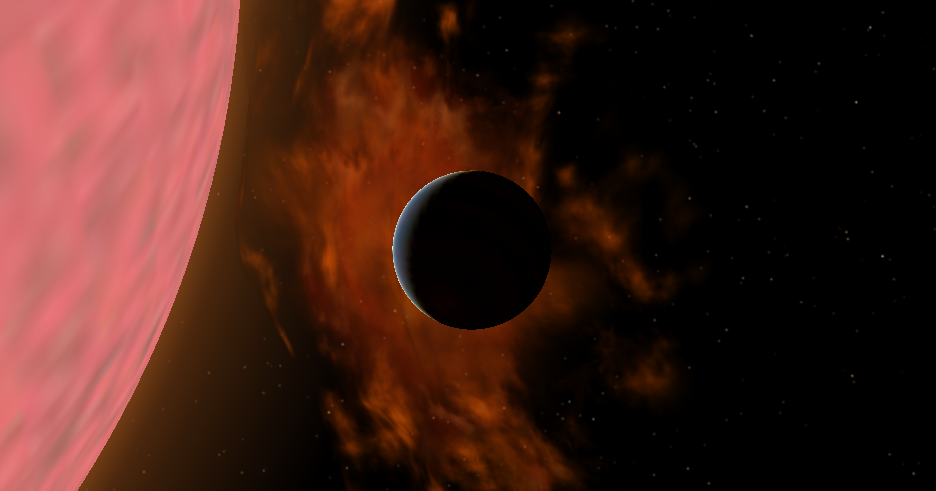
Rappresentazione artistica del sistema planetario di R Leonis

Nel 2009 Wiesemeyer ipotizzò che le fluttuazioni periodiche a breve periodo della stella derivino dall'esistenza di un pianeta compagno di R Leonis, un gigante gassoso che sta evaporando data la vicinanza di soli 2,7-3 UA per l'alta temperatura a cui sarebbe sottoposto, oltre 1500 K, e che porterebbe la luminosità totale di R Leonis a oltre 8000 volte quella del sole.
| Pianeta            | Massa | Periodo orb. | Sem. maggiore | Eccentricità |
| ------------------ | ----- | ------------ | ------------- | ------------ |
| b (non confermato) | ≥2 MJ | 1898 giorni  | ≥2.7 UA       | 0            |